# Äquator-Prinzipien

Logo

Die Äquator-Prinzipien (englisch Equator Principles) sind ein freiwilliges Regelwerk von Banken zur Einhaltung von Umwelt- und Sozialstandards im Bereich der Projektfinanzierungen. Der Name ‚Äquator-Prinzipien’ symbolisiert den weltumspannenden Anspruch der Leitlinien.
Die teilnehmenden Institute verpflichten sich, nur solche Projekte zu finanzieren, bei denen die Kreditnehmer die Umwelt- und Sozialkriterien der Prinzipien erfüllen.
Das Regelwerk basiert auf den Umweltstandards der Weltbank und den Sozialstandards der International Finance Corporation (IFC), einer Tochtergesellschaft der Weltbank, und gilt für Projekte ab einem Finanzierungsvolumen von bereits 10 Mio. US$.
Zwar sind die Äquator-Prinzipien eigentlich auf Projektfinanzierungen beschränkt, doch haben sie die Entwicklung von verantwortungsvollen Umwelt- und Sozialstandards auch in anderen Bereichen des Finanz- und Bankensektors vorangetrieben.

## Geschichte
Der Zündfunke dieser Richtlinien lieferte eine Deklaration von Nichtregierungsorganisationen, die im Januar 2003 im Rahmen des Public Eye in Davos lanciert wurde. Davon ausgehend wurden in Zusammenarbeit mit der IFC die Äquator-Prinzipien ausgearbeitet und im Juni 2003 von zehn global tätigen Banken (ABN Amro, Barclays, Citigroup, Crédit Lyonnais, Credit Suisse, HypoVereinsbank, Rabobank, Royal Bank of Scotland, WestLB, Westpac Banking Corporation) unterzeichnet.
Die Prinzipien wurden im Juni 2006 überarbeitet, um die bis dahin gemachten Erfahrungen zu berücksichtigen und weitere Verbesserungen vorzunehmen; so wurden als wichtigste Änderungen der projektrelevante Schwellenwert auf zehn Millionen US-Dollar gesenkt, der Anwendungsbereich auch auf Beratertätigkeiten im Rahmen von Projektfinanzierungen erweitert, und die Umweltprüfung um soziale Aspekte ergänzt (Equator Principles II).
Im Jahr 2007 unterlagen nach Angaben der Zeitschrift „Infrastructure Journal“ von den insgesamt 74,6 Milliarden US-Dollar, die offiziell als Kredite an die Schwellenländer vergeben wurden, 52,9 Mrd. US-Dollar den Äquator-Prinzipien. Dies entspricht einem Anteil von rund 71 % der gesamten für Projektfinanzierungen in den Schwellenländern bereitgestellten Mittel.
Bis heute (Stand 12. Februar 2009) wurden die Prinzipien von insgesamt 66 Banken aus 26 Ländern verabschiedet.

## Die Prinzipien
Die Äquator-Prinzipien verlangen, dass teilnehmende Finanzinstitute Projektfinanzierungen nur unter den folgenden Bedingungen leisten:

### Anwendungsbereich
Die Prinzipien gelten für alle neuen Projektfinanzierungen mit einem Volumen von 10 Millionen US-Dollar und mehr in jeglichen Industriebereichen weltweit.

### Prinzip 1: Überprüfung und Kategorisierung
Die Gefahren, die von dem Projekt im Umwelt- und Sozialbereich ausgehen, sind vom teilnehmenden Finanzinstitut entsprechend den Selektionskriterien der IFC in eine von drei Kategorien einzuordnen, je nach Art, Ort, Spürbarkeit und Größenordnung des Vorhabens sowie Natur und Umfang seiner möglichen ökologischen und sozialen Auswirkungen.

### Prinzip 2: Sozial- und Umweltverträglichkeitsprüfung
Für alle Projekte der Kategorien A und B ist eine Sozial- und Umweltverträglichkeitsprüfung (SUP) erforderlich, um die ökologischen und sozialen Auswirkungen und Risiken des Projekts zu bestimmen und festzustellen, ob es die Gesetze des jeweiligen Landes und die sonstigen Richtlinien der Weltbank und der IFC erfüllt. Die SUP sollte auch Minderungs- und Managementmassnahmen vorschlagen, welche der Art und dem Umfang des vorgeschlagenen Projektes angemessen sind.

### Prinzip 3: Anwendbare Sozial- und Umweltstandards
Für Projekte außerhalb der einkommensstarken OECD-Länder wird die Überprüfung auf die anwendbaren IFC-Performance Standards und die branchenspezifischen Umwelt-, Gesundheits- und Sicherheitsrichtlinien („IFC EHS Guidelines“) abgestützt.
Die Standards und Richtlinien decken so sensible Themen wie die Umsiedlung von Menschen etwa beim Bau von Staudämmen und der Gebrauch gefährlicher Substanzen wie Zyankali bei der Goldgewinnung ab. Auch gehören zu den Kriterien der Schutz der Gesundheit, kulturellen Eigentums und gefährdeter Spezies sowie die Auswirkung auf die einheimische Bevölkerung.
Da die gesetzlichen Anforderungen in einkommensstarken OECD-Ländern in der Regel den Anforderungen der obengenannten Standards genügen bzw. diese übertreffen, wird hier ein erfolgreiches Durchlaufen des nationalen Prüfprozesses als zulässige Variante zur Einhaltung der nachfolgenden Prinzipien 4, 5 und 6 angesehen.

### Prinzip 4: Umwelt-Managementplan
Für alle Vorhaben der Kategorie A (und gegebenenfalls der Kategorie B) muss der Kreditnehmer auf der Grundlage der SUP einen Umwelt-Managementplan (UMP) erstellen und darin detailliert beschreiben, wie die festgestellten ökologischen und sozialen Risiken abgemildert, überwacht und gemanagt werden sollen. Dazu soll er ein Management-System einrichten, welches die Auswirkungen, Risiken und Korrektiv-Maßnahmen des Projektes so steuert, dass die maßgebenden Gesetze und Bestimmungen des Gastlandes erfüllt werden.

### Prinzip 5: Konsultation und Offenlegung
Bei allen Projekten der Kategorie A (und gegebenenfalls der Kategorie B) muss den Kreditgebern in zufriedenstellender Weise nachgewiesen werden, dass der Kreditnehmer eine „strukturierte und kulturell angemessene“ Konsultation mit den betroffenen Kreisen, einschließlich indigener Gruppen und lokalen Nichtregierungsorganisationen, durchgeführt hat. Die SUP (oder eine Zusammenfassung) muss der Öffentlichkeit für eine angemessene Mindestdauer in der/den Landessprache(n) zugänglich gemacht worden sein; im UMP müssen die Konsultationen berücksichtigt werden.

### Prinzip 6: Beschwerdemechanismus
Bei allen Projekten der Kategorie A (und gegebenenfalls der Kategorie B) muss der Kreditnehmer, angepasst auf die Risiken und negativen Einflüsse des Projektes, einen Beschwerdemechanismus als Teil des Management-Systems einrichten.

### Prinzip 7: Unabhängige Überprüfung
Bei allen Projekten der Kategorie A (und gegebenenfalls der Kategorie B) muss ein unabhängiger Experte die Sozial- und Umweltverträglichkeitsprüfung, den Umwelt-Managementplan und die Unterlagen zum Konsultationsprozess überprüfen.

### Prinzip 8: Kreditvereinbarungsklauseln
Für alle Projekte der Kategorien A und B muss sich der Kreditnehmer im Kreditvertrag dazu verpflichten, unter anderem alle relevanten sozialen und Umweltgesetze des Gastlandes sowie den Umwelt-Managementplan einzuhalten; der kreditgebenden Bank periodisch Bericht zu erstatten, und (wo anwendbar) die durch den Kredit erstellten Anlagen gemäß dem vereinbarten Stilllegungsplan außer Betrieb zu setzen.

### Prinzip 9: Unabhängige Überwachung und Berichterstattung
Bei allen Projekten der Kategorie A (und gegebenenfalls der Kategorie B) muss der Kreditnehmer während der Laufzeit des Kredites einen unabhängigen Experten benennen, welcher der kreditgebenden Bank bezüglich der Überwachung Bericht erstattet.

### Prinzip 10: Berichterstattung der teilnehmenden Finanzinstitution
Jede sich zu den Äquator-Prinzipien verpflichtende Finanzinstitution berichtet mindestens einmal pro Jahr öffentlich über die Erfahrungen und Umsetzungsprozesse im Zusammenhang mit den Prinzipien, mit Rücksicht auf die geltenden Vertraulichkeitsbestimmungen.

## Kritik
Die Äquator-Prinzipien gelten als international akzeptierter Standard bei Projektfinanzierungen. Trotzdem werden sie nicht immer vollständig berücksichtigt, da beispielsweise Nicht-Äquator-Banken die Transaktion ausführen oder Äquator-Banken zu spät eingeschaltet werden, was dazu führt, dass die Standards nur ansatzweise umgesetzt werden.
Nichtregierungsorganisationen wie das Netzwerk BankTrack kritisieren weiter, dass die Umsetzung der Prinzipien bei den Banken im Allgemeinen nicht über ein mittelmäßiges Engagement hinausgeht, und sie monieren, dass trotz Unterzeichnung der freiwilligen Vereinbarung weiterhin kontroverse Projekte von teilnehmenden Banken finanziert werden.
Weiter bemängelt wird die Tatsache, dass keine rechtlich bindenden Verpflichtungen bestehen, die Prinzipien einzuhalten, und dass die Prinzipien streng genommen nur für Projektfinanzierungen gelten.